# Violette Perdrigons
Violette Perdrigons sinonimia: Perdiz Violeta es una variedad cultivar de ciruelo (Prunus domestica subsp. insititia), de las denominadas ciruelas europeas.
El perdrigon, a veces escrito "perdigon", es una antigua variedad de ciruela culinaria originaria del sur de Francia. A veces se clasifica como una variedad de Prunus domestica subsp. insititia, como la ciruela damascena "Damson" británica y la "krieche" alemana, aunque tiene diferencias significativas con ambas. Alguna vez se clasificó como Prunus pertigona o Prunus domestica pertigona.
Las frutas tienen un tamaño pequeño, color de piel azul púrpura oscuro (con reflejos rojizos), y pulpa de color amarilla anaranjada, muy dulce y perfumada, con un ligero amargor que la hace mejor cuando se cocina, de calidad moderada, preferentemente para usos culinarios y de pasas.

## Sinonimia
- "Perdrigon Violet",
- "Perdrigouno” (provenzal),
- “Pardringue” (provenzal),
- “Perdigolo" (provenzal),
- "Ciruela Perdiz Violeta".[4]

## Historia
La ciruela damascena es una ciruela que se supone originaria de la región de Damasco ("Damas") y que habría sido traída de Oriente Próximo por los cruzados, en la época de las Cruzadas, que tuvieron lugar entre 1095 y 1291. A veces se dice que la ciruela de Damasco habría llegado a Europa en la época de la segunda cruzada (1147-1149).
La 'Violette Perdrigons' es una variedad provenzal muy antigua que recibe su nombre de la perdiz provenzal, en alusión a su color violeta salpicado de cera grisácea que recuerda a la garganta de una perdiz. En verano, la ciruela pasa era la fruta emblemática del pueblo de Brignoles. En el siglo XVI, el rey Francisco I de Francia era un gran aficionado y promovió su producción. Según la leyenda, llegó a Niza en 1538 para reunirse con Carlos V y se detuvo en Brignoles, donde le ofrecieron ciruelas pasas (pistoles). Gracias a él, se encontraron en las casas reales europeas como un plato de lujo, sobre todo en los siglos XVII y XIX, desde donde se enviaban a otras cortes europeas. Se asociaba particularmente con la ciudad de Brignoles en Francia, donde todavía se cultiva para secar. Los frutos secos, planos y dorados se conocen como pistoles por su parecido con la pistole, una moneda histórica. Los frutos también se utilizan para hacer conservas de frutas.
La ciruela 'Violette Perdrigons' se introdujo en Inglaterra desde Italia. Hakluyt, escribiendo en 1582, dice: "En los últimos tiempos, la ciruela llamada "Perdigevena" fue adquirida en Italia, junto con dos variedades más, por Lord Cromwell, después de su viaje". Gough, en su "Topografía británica", afirma que Lord Cromwell introdujo la "ciruela Perdrigon" en Inglaterra en la época de Enrique VII. De estos relatos parecería que la ciruela se estableció en Inglaterra en algún momento durante la última parte del siglo XV. Durante trescientos años prosperó tan bien en Inglaterra que los escritores no dudaron en declararla su mejor ciruela. De Inglaterra llegó pronto a América. Probablemente se incluyó en el envío de huesos de ciruela que el gobernador y la compañía de la colonia de la bahía de Massachusetts en Nueva Inglaterra encargaron a Inglaterra en 1629. Sin embargo, a pesar de su reputación en el Viejo Mundo, nunca encontró favor aquí y ahora rara vez se la ve, incluso en colecciones. Richard Bradley la menciona en 1726 como "una ciruela fina, cruda o en confitura", y distingue cuatro tipos.

## Características
'Violette Perdrigons' árbol de porte grande con ramas largas y pesadas y hojas grandes, vigor medio fuerte son muy saludables, requieren poco suelo y ubicación de un lugar cálido. Flor blanca, que tiene un tiempo de floración que comienza a partir del 11 de abril con el 10% de floración, para el 15 de abril tiene una floración completa (80%), y para el 23 de abril tiene un 90% de caída de pétalos.
'Violette Perdrigons' tiene una talla de tamaño pequeño (promedio 9.00 g), de forma oblonga, forma ligeramente irregular y ligeramente aplanado por el tallo, sutura ancha y poco profunda es más bien simétrica; epidermis tiene una piel bastante gruesa, ligeramente astringente, que se separa fácilmente, con abundante pruina azulado violácea, siendo el color de la piel azul púrpura oscuro (con reflejos rojizos), algunos puntos pequeños; pedúnculo medio (promedio 11.50 mm), algo curvo, pubescente, bien adherido al fruto con la cavidad del pedúnculo estrecha y apenas pronunciada; pulpa de color amarilla anaranjada, muy dulce y perfumada, con un ligero amargor que la hace mejor cuando se cocina.
Hueso no adherido, ovalado alargado. Sin duda, es esta facilidad de deshuesarse lo que la hizo tan favorable para la elaboración de ciruelas pasas.
Su tiempo de recogida de cosecha es medio, se inicia en su maduración desde mediados de agosto hasta mediados de septiembre.

## Usos
A pesar de su sabor bastante dulce es de poco valor como ciruela fresca de postre, pero una excelente variedad culinaria, y especialmente indicada como ciruela pasa, aguardiente y buenas mermeladas.
De la ciruela "Perdrigon" no se desperdicia nada:
- Las pieles se recuperan en la transformación en pistolas y se utilizan para hacer vino de pieles a partir de "Perdrigons de Trescléoux" utilizando vino, azúcar, alcohol y pieles, que se dejan reposar durante 25 a 30 días.
- Los huesos se utilizan para el licor de hueso de "Perdrigon de Trescléoux" ya que se maceran en una mezcla de alcohol de frutas, preferiblemente de ciruela, y jarabe de azúcar.[5]